# Панагия Апотуменгано (бриг)
«Панагия Апотуменгано» (греч.  «Таманская Пресвятая») — 14-пушечный бриг Черноморского флота Российской империи.

## Описание судна
Парусный деревянный бриг. Вооружение судна составляли 14 орудий, а экипаж состоял из 76 человек.

## История службы
Бриг «Панагия Апотуменгано» был приобретен у греческого купца в 1787 году (по другим данным в 1788 году) для нужд Черноморского флота.

### Русско-турецкая война 1787—1791 годов
Принимал участие в русско-турецкой войне 1787—1791 годов.  C 18 июня по 19 июля 1788 года в составе эскадры контр-адмирала графа М. И. Войновича выходил в море на поиск судов противника, 3 июля принял участие в сражении у Фидониси. В следующем году в составе различных эскадр и отрядов неоднократно выходил в плавания в Чёрное море.
16 мая 1790 года в составе эскадры контр-адмирала Ф. Ф. Ушакова вышел из Севастополя к анатолийскому берегу. 20 мая отделился от эскадры и был отправлен на поиск неприятельских судов в районе Синопа, а 24 мая вернулся к Синопу, где вновь присоединился к эскадре. 28 мая в составе отряда конвоировал захваченные турецкие суда в Севастополь. Со 2 по 12 июля и с 25 августа по 8 сентября того же года в составе эскадры контр-адмирала Ф. Ф. Ушакова выходил на поиск турецких судов, при этом, находясь в отряде резерва, принял участие в Керченском сражении и сражении у мыса Тендра.
В апреле следующего года, выходя в крейсерство к берегам Болгарии, захватил 2 турецких судна. 28 июля эскадра, в составе которой находилась и «Панагия Апотуменгано», вышла в море и 31 июля приняла участие в сражении при Калиакрии. 1 августа бриг был отправлен на поиск неприятельских судов в район Варна — Сизополь. 2 августа в районе мыса Эмине бриг, под командованием лейтенанта Ильи Звороно, загнал на рифы и сжёг турецкую шебеку. К 20 августа «Панагия Апотуменгано» вместе с другими судами эскадры вернулась в Севастополь.

### Тмутараканский камень
По одной из версий истории о Тмутараканском камне, найденном в 1792 году на Таманском полуострове, 8 августа 1792 года по распоряжению вице-адмирала П. В. Пустошкина камень был погружен на судно для отправки его в Херсон, где в ночь на 9 сентября «Панагию Апотуменгано» сорвало с якоря и бурей угнало в Константинополь. Только к концу марта следующего года, спустя почти 7 месяцев, бригу удалось вернуться в Херсон, а затем в Николаев. В мае 1793 года камень вернулся на Тамань.
До 1795 года бриг ежегодно выходил в плавания в Чёрном и Азовском морях. В 1797 году состоял на грузовой линии между Севастополем и Таганрогом, а с апреля по июнь следующего года — Севастополем и Одессой.

### Война с Францией 1798—1800 годов
Принимал участие в войне с Францией 1798—1800 годов. 12 августа 1798 года бриг вошёл в состав эскадры вице-адмирала Ф. Ф. Ушакова и вместе с остальными судами эскадры вышел из Севастополя в Средиземное море. Позже отделился от эскадры и был отправлен в Константинополь с секретными наставлениями российскому посланнику в Турции B. C. Томаре. Из Константинополя бриг доставил в Севастополь донесение Ф. Ф. Ушакова, после чего вернулся к эскадре. 15 сентября эскадра вышла из пролива Дарданеллы по направлению к Архипелагу.
24 сентября был включен в отряд капитан-лейтенанта И. А. Шостака, в составе которого направился к острову Цериго, а 28 сентября принял участие во взятии крепости Сан-Николо. В октябре 1798 года на бриг прибыл в расположение отряда капитана 1 ранга Д. Н. Сенявина, блокировавшего Корфу, доставил приказ Ф. Ф. Ушакова и остался у Корфу в крейсерстве. С 8 по 12 февраля следующего года бриг доставил груз провизии для судов отряда, находившегося в Авлоне. Во время блокады и бомбардировки Корфу использовался в качестве посыльного судна для доставки донесений. 18 февраля «Панагия Апотуменгано» и шхуна № 1 подошли к острову Видо с южной стороны вплотную к берегу и огнём расчистили путь для высадки десанта.
В апреле—мае 1799 года и июне—июле 1800 года бриг доставлял деньги для эскадр от российского консула из Патраса. В июле и августе в составе эскадры ходил в Мессину, Палермо и Неаполь. С 19 сентября по 5 октября того же года совместно с фрегатом «Поспешный» принимал участие в блокаде Чивитавеккьи. 6 июля 1800 года вместе с судами эскадры Ф. Ф. Ушакова вышел из Корфу и к 27 октября прибыл в Севастополь.
После войны с 1801 по 1806 год находился на грузовых линиях между портами Чёрного моря.

### Русско-турецкая война 1806—1812 годов
Принимал участие в русско-турецкой войне 1806—1812 годов. С 1809 по 1812 год, выходил в крейсерство в Чёрное море к побережью Кавказа.
В 1813 году перешёл из Севастополя к Глубокой Пристани.

## Командиры брига
Командирами брига «Панагия Апотуменгано» в разное время служили:
- И. Звороно (1790—1791 годы).
- Ф. Д. Родионов (1792 год).
- Л. Ф. Морской (1793—1795 годы).
- Ф. Я. Скирневский (до июня 1798 года).
- А. Скандраков (Скандраки) (с июня 1798 год по 1800 год).
- Д. Г. Навроцкий (с июля 1804 года).
- Е. Н. Пестов (1806 год).
- И. И. Свинкин (до июня 1808 года).
- С. А. Антипа (1809—1811 годы).
- А. А. Дурасов (1812 год).
- Э. Е. Кардамаки (1813 год).